# 大谷村 (埼玉県北足立郡1955年)
大谷村（おおやむら）は、埼玉県北足立郡にあった村。現在の上尾市南部にあたり、1955年に上尾町・原市町・平方町・上平村・大石村と合併して上尾町となり消滅した。

## 地理
- 河川 - 鴨川、浅間川

### 隣接していた自治体
（括弧内は現在の自治体）
- 大宮市（さいたま市）
- 北足立郡
  - 上尾町（上尾市）
  - 平方町（上尾市）
  - 大石村（上尾市）
  - 指扇村（さいたま市）

## 歴史
- 1869年（明治2年）
  - 1月 - 町域は廃藩置県により、大宮県に所属。
  - 9月 - 大宮県が浦和県に改称。
- 1871年（明治4年）11月14日 - 浦和県が忍県・岩槻県と合併し、埼玉県が誕生。
- 1872年（明治5年）3月 - 大区小区制施行により第19区に属す[2]。
- 1889年（明治22年）4月1日 - 町村制施行に伴い、大谷本郷村・地頭方村・壱丁目村・今泉村・向山村・堤崎村・中新井村・戸崎村・西宮下村・川村が合併し、大谷村となる[1]。大字大谷本郷に役場を設置。地名の由来は関係諸村において大谷本郷村が大きな村であったことや、かつてこの地に武蔵国大谷郷が存在したことに因む[3][1]。
- 1926年（大正15年）9月4日 - 村内の大谷本郷南部および中新井で大旋風[注釈 1]が発生（詳細は大谷本郷#歴史を参照）[4][5]。
- 1934年（昭和9年） - 大谷村民の要望により1933年（昭和8年）より起工された大谷本郷と堤崎を結ぶ幅員約6 mの道路（現在の埼玉県道165号大谷本郷さいたま線）が完成する。この道路は1941年（昭和16年）に県道に編入された[6]。なお、この県道は1960年（昭和35年）9月1日「県道65号向山浦和線」に改称されている[7]。
- 1943年（昭和18年）1月 - 上尾町の実行委員は大谷村ほか平方町・大石村に上尾町へ合併の交渉を行なったが[8]、結果は不調に終わった[9]。
- 1948年（昭和23年）
  - 2月5日 - 大宮地区警察署（自治体警察）平方巡査部長派出所の監督区域に指定される[10]。
  - 4月28日 - 大谷村役場職員組合が結成される[11]。
  - 5月22日 - 大谷農業協同組合が大谷本郷982の場所に設立される[12]。
- 1955年（昭和30年）1月1日 - 町村合併促進法の施行に伴い、上尾町・平方町・原市町・上平村・大石村と合併し、上尾町となる[13]。大谷村消滅。大字は上尾町へ継承された[1]。以降、旧大谷村に属した地域は大谷地区[注釈 2]と区分けされる。
- 1958年（昭和33年）7月15日 - 上尾町が市制施行して上尾市となる[13]。

## 歴代村長
| 代           | 氏名       | 就任年月日                 | 退任年月日                 | 備考                                                                                            |
| ------------ | ---------- | -------------------------- | -------------------------- | ----------------------------------------------------------------------------------------------- |
| 初代村長     | 高橋大作   |                            |                            | 任期不明                                                                                        |
| 二代村長     | 島田紋太郎 | 1889年（明治22年）8月14日  | 1893年（明治26年）8月13日  |                                                                                                 |
| 三代村長     | 島田紋太郎 | 1893年（明治26年）8月24日  | 1897年（明治30年）8月      |                                                                                                 |
| 四代村長     | 小川高藏   | 1897年（明治30年）8月19日  |                            | 退任日不明                                                                                      |
| 五代村長     | 吉沢与太郎 | 1898年（明治31年）5月21日  |                            | 退任日不明                                                                                      |
| 六代村長     | 高橋定之助 | 1901年（明治34年）11月21日 |                            | 退任日不明                                                                                      |
| 七代村長     | 新井滝三郎 | 1902年（明治35年）5月3日   | 1906年（明治39年）4月19日  |                                                                                                 |
| 八代村長     | 堀江万次郎 | 1906年（明治39年）5月11日  |                            | 退任日明治43年5月10日と記される。                                                               |
| 九代村長     | 吉田為次郎 | 1907年（明治40年）6月7日   | 1908年（明治41年）9月9日   |                                                                                                 |
| 十代村長     | 高橋和三郎 | 1908年（明治41年）9月18日  | 1909年（明治42年）10月25日 |                                                                                                 |
| 十一代村長   | 細田保次郎 | 1909年（明治42年）11月15日 | 1910年（明治43年）5月25日  |                                                                                                 |
| 十二代村長   | 細田保次郎 | 1910年（明治43年）5月25日  | 1913年（大正2年）5月20日   |                                                                                                 |
| 十三代村長   | 島田紋太郎 | 1917年（大正6年）8月30日   | 1921年（大正10年）2月8日   |                                                                                                 |
| 十四代村長   | 小川信一郎 | 1921年（大正10年）3月25日  | 1925年（大正14年）7月24日  |                                                                                                 |
| 十五代村長   | 島田周作   | 1925年（大正14年）8月8日   | 1930年（昭和5年）8月7日    |                                                                                                 |
| 十六代村長   | 榎本亀之丞 | 1930年（昭和5年）8月10日   | 1933年（昭和8年）2月28日   |                                                                                                 |
| 十七代村長   | 藤倉周助   | 1933年（昭和8年）3月1日    | 1937年（昭和12年）2月28日  |                                                                                                 |
| 十八代村長   | 島田道教   | 1937年（昭和12年）3月13日  | 1941年（昭和16年）3月12日  |                                                                                                 |
| 十九代村長   | 須賀高三郎 | 1941年（昭和16年）3月25日  | 1941年（昭和16年）12月11日 |                                                                                                 |
| 二十代村長   | 藤倉弥平   | 1942年（昭和17年）1月8日   | 1946年（昭和21年）3月11日  |                                                                                                 |
| 二十一代村長 | 野原喜太郎 | 1946年（昭和21年）5月21日  | 1946年（昭和21年）8月19日  |                                                                                                 |
| 二十二代村長 | 田中佐重郎 | 1947年（昭和22年）4月5日   |                            | 第1回統一地方選挙による選出。任期は、1951年（昭和26年）4月4日まで。途中退任であるが退任日不明。 |
| 二十三代村長 | 新井茂一   | 1948年（昭和23年）2月25日  |                            | 前任者の退任による選挙であれば任期は、1952年（昭和27年）2月24日までとなるはず。                 |
| 二十四代村長 | 新井茂一   | 1952年（昭和27年）2月17日  | 1954年（昭和29年）12月31日 | 2月17日は、選挙の日か？再選された任期は2月25日からのはずである。                                |

※ 以上出典は『上尾百年史』176-177頁および187頁。